# Rózsavörös díszmoly
A rózsavörös díszmoly (Deuterogonia pudorina) a valódi lepkék (Glossata) alrendjébe tartozó rózsás díszmolyfélék (Deuterogonidae) családjának egyetlen, Magyarországon is élő faja.

## Elterjedése, élőhelye
Régebben csak hazánktól északra (Csehországban, Lengyelországban) ismerték; nálunk a '90-es évek vége óta kerül elő.

## Megjelenése
Rózsaszín szárnyát sötét szegélyű barna keresztszalagok élénkítik. A szárny fesztávolsága 14–16 mm (Mészáros, 2005).

## Életmódja
Valószínű, hogy (legalábbis hazánkban) évente egy generációja nő fel. A lepkék július–augusztusban rajzanak. Életmódjáról keveset tudunk, a hernyó tápnövényét nem ismerjük.